# Molendoa warburgii
Molendoa warburgii là một loài Rêu trong họ Pottiaceae. Loài này được (Crundw. & M.O. Hill) R.H. Zander mô tả khoa học đầu tiên năm 1993.